# Mate Granić
Mate Granić (ur. 19 września 1947 w Baškiej Vodzie) – chorwacki polityk, lekarz i wykładowca akademicki. Długoletni wicepremier i minister spraw zagranicznych, parlamentarzysta, współtwórca i przewodniczący Centrum Demokratycznego. Aktywny uczestnik rokowań pokojowych, które zakończyły konflikty zbrojne po rozpadzie Jugosławii.

## Życiorys
W 1971 ukończył studia medyczne na Uniwersytecie w Zagrzebiu, pozostał następnie pracownikiem naukowym tej uczelni. Doktoryzował się w 1985, specjalizował się w zakresie chorób wewnętrznych. Kierował oddziałem klinicznym, w 1989 został prodziekanem wydziału lekarskiego, a w 1990 objął stanowisko dziekana tej jednostki Uniwersytetu w Zagrzebiu. Zaczął też prowadzić gościnne wykłady na uczelniach zagranicznych w Stanach Zjednoczonych i w Niemczech. Pełnił funkcję doradcy Światowej Organizacji Zdrowia.
W 1990 zaangażował się w działalność Chorwackiej Wspólnoty Demokratycznej (HDZ). Stał się jednym z liderów tej formacji, a w 1993 jej wiceprzewodniczącym. W 1991 premier Franjo Gregurić powierzył mu urząd wicepremiera. Sprawował go nieprzerwanie do 2000, także w trzech kolejnych rządach, na czele których stali Hrvoje Šarinić, Nikica Valentić i Zlatko Mateša. W dwóch ostatnich gabinetach (od 1993) zajmował jednocześnie stanowisko ministra spraw zagranicznych. Brał aktywny udział w negocjacjach pokojowych na Bałkanach, które zakończyło podpisanie Układu w Dayton. Rok wcześniej sygnował porozumienie waszyngtońskie, prowadzące do zawieszenia broni w trakcie wojny w Bośni i Hercegowinie. Również w okresie jego urzędowania Chorwacja przystąpiła także do Rady Europy.
W 2000 wystartował jako reprezentant HDZ w wyborach prezydenckich. Zajął w nich z wynikiem 22,5% głosów trzecie miejsce, co zostało odebrane jako porażka obozu rządzącego. Odszedł wkrótce z rządu, przechodząc do pracy w parlamencie IV kadencji (2000–2003). Również w 2000 opuścił HDZ i z grupą zwolenników utworzył Centrum Demokratyczne. Przed wyborami parlamentarnymi w 2003 zawiązał koalicję DC z Chorwacką Partią Socjalliberalną, która zdobyła trzy mandaty w Zgromadzeniu Chorwackim. Mate Granić znalazł się poza parlamentem, na stanowisku przewodniczącego Centrum Demokratycznego zastąpiła go w tym samym roku Vesna Škare-Ožbolt.
Mate Granić wkrótce odszedł z tej partii i wycofał się z życia publicznego. W 2004 utworzył prywatną firmę konsultingową. Rok później zaczął doradzać Chorwackiej Partii Prawa, a w 2007 kandydował bez powodzenia z jej listy do parlamentu. Po porażce ponownie zrezygnował z aktywności politycznej, zajął się działalnością akademicką (m.in. jako dziekan w wyższej szkole dziennikarstwa).
Mate Granić jest żonaty, ma troje dzieci. Jego brat Goran Granić również pełnił funkcję wicepremiera.

## Odznaczenia
- Wielki Order Króla Dymitra Zwonimira (1995)[3]
- Order Ante Starčevicia (1995)[4]